# Мургаш (лесопарк)
Мургаш е лесопарк, простиращ се от долината на река Искър на запад до връх Вежен на изток. Неговата площ е 1450 km2.
В лесопарка са включени пет основни исторически комплекса. Централният комплекс включва площта между селата Йорданкино и Чурек, Жерковска и Манастирска река до връх Мургаш. Комплексът „Арабаконак" – от Ботевградския проход до хижа Чавдар и връх Баба включва монументална експозиция, свързана с Освободителната война. Третият комплекс – от връх Мургана до връх Свищи плаз отразява събитията от хайдушкото движение до Освободителната война. Четвъртият комплекс е изграден в Етрополска планина. Петият комплекс е около село Батулия.
Резерватът се отличава с растително и животинско разнообразие. Връх Мургаш е с височина 1687 m е най-високият в района. Лесопаркът е обект на туристически преходи. На част от територията му е разположено Горско стопанство „Витиня“.